# Pfeifgänse

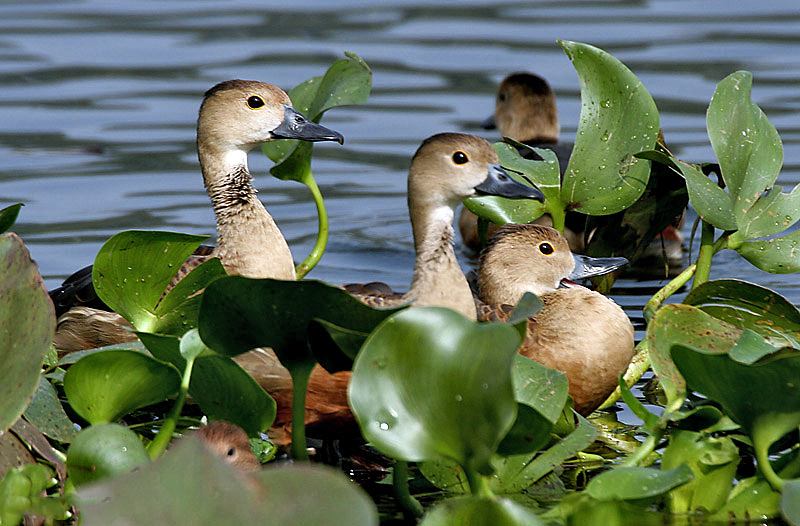
Zwergpfeifgänse suchen zwischen Schwimmpflanzen Schutz.

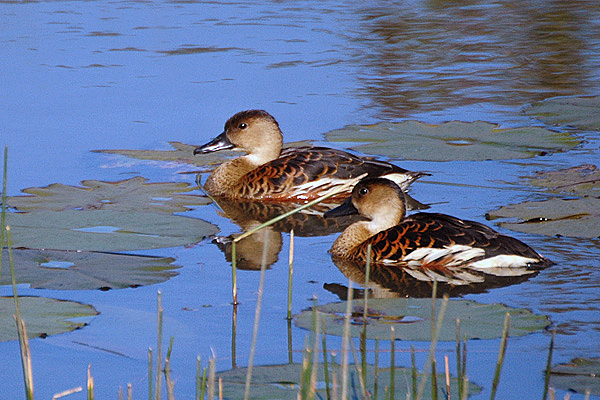
Wanderpfeifgänse

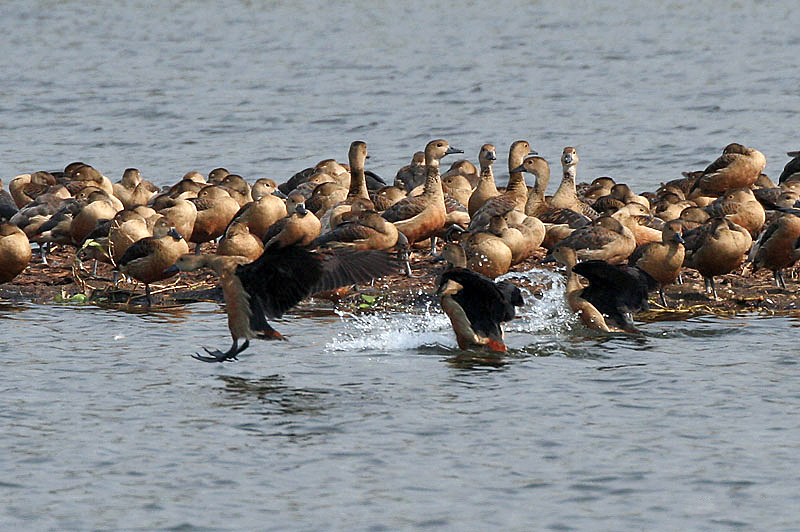
Trupp von Zwergpfeifgänsen, Kolkata, Indien

Die Pfeifgänse (Dendrocygninae) bilden eine Unterfamilie der zu den Gänsevögeln (Anseriformes) gehörigen Familie der Entenvögel (Anatidae). Ihren deutschen Namen haben sie wegen ihrer hohen pfeifenden Rufe bekommen, mit denen sie untereinander kommunizieren. Ihre wissenschaftliche Gattungsbezeichnung Dendrocygna bedeutet übersetzt Baumschwan und mehrere Merkmale sind tatsächlich schwanenähnlich. So wechseln Pfeifgänse ähnlich wie Schwäne und Gänse nur einmal im Jahr ihr Gefieder. In ihrer Lebensweise sind sie zwar nicht an Bäume gebunden, jedoch verbringen alle Arten einen Teil ihrer Zeit, indem sie in kleinen Gruppen auf im Wasser schwimmenden Bäumen aufbaumen.

## Aussehen
Ihr äußeres Erscheinungsbild, das innerhalb der Entenvögel als vergleichsweise primitiv gilt, also als charakteristisch für den gemeinsamen Vorfahren dieser Vögel angesehen wird, erinnert sowohl an Echte Gänse (Anserini) als auch an Enten (Anatinae), weshalb sie im Englischen auch „whistling ducks“, also „Pfeifenten“ genannt werden. Die Weißrücken-Pfeifgans (Thalassornis leuconotus) weist zahlreiche anatomische Eigenheiten auf, die als Anpassung an die für diese Art kennzeichnende Nahrungsbeschaffung durch Tauchen gelten können und sie von den anderen Arten absetzen.
Der Körper der Pfeifgänse ist relativ klein und gedrungen, worüber die sehr aufrechte Haltung leicht hinwegtäuschen kann. Charakteristisch sind der lange Hals, der beim Fliegen weit nach vorne ausgestreckt wird, und die ebenfalls recht langen Beine, die im Flug nach hinten gestellt werden. Die Flügel sind breit, aber kurz und von unten schwarz gefärbt; auch sonst ist das Gefieder wenig auffällig gemustert und meist in Braun-, Grau- oder Beigetönen gehalten, allerdings sind die Flankenfedern oft schmuckhaft vergrößert. Vermutlich weil sich einige Arten gerne auf Bäumen aufhalten, ist die nach hinten weisende Zehe im Vergleich zu anderen Entenvögeln verlängert.
Die in den Waldsümpfen im karibischen Raum lebende Kubapfeifgans ist die größte ihrer Art und erreicht eine Körperlänge von bis zu 60 cm. Männchen und Weibchen unterscheiden sich in ihrer Körpergröße gewöhnlich nicht. Die Weibchen sind in der Brutzeit jedoch häufig schwerer als die Männchen. Innerhalb der Familie der Entenvögel kommt dies verhältnismäßig selten vor. Beide Elternvögel brüten, was innerhalb dieser Vogelfamilie gleichfalls eine Ausnahme darstellt.

## Ernährung und Lebensweise
Pfeifgänse ernähren sich von pflanzlicher Nahrung, meist Wasserpflanzen, aber auch Gräsern und Samen. Viele Arten sind nachtaktiv und ruhen tagsüber oder putzen ihr Gefieder. Einige, aber nicht alle sitzen dabei gerne auf Bäumen, was ihnen ihren lateinischen Namen Dendrocygninae eingetragen hat, der sich mit „Baumschwäne“ übersetzen lässt.
Außerhalb der Brutzeit leben sie zumeist gesellig in großen Schwärmen, in welchen sie auch täglich zwischen Ruhegebieten und Nahrungsplätzen hin- und herpendeln. Sie kommunizieren dabei durch die charakteristischen Pfeiflaute, die während des Fliegens durch Schwingungen ihrer äußeren Primärfedern erzeugt werden und beim Weibchen etwas tiefer klingen.
Sowohl zu Land als auch zu Wasser bewegen sich Pfeifgänse geschickt und schnell fort. Gelegentlich und im Falle der Weißrücken-Pfeifgans sogar sehr oft tauchen sie auch nach Nahrung. Der Flug ist kraftvoll, aber recht langsam.

## Verbreitung
Pfeifgänse leben weltweit in tropischen und subtropischen Gebieten. 
Die Kubapfeifgans stammt aus der Karibik. Von den südlichen USA bis ins nördliche Argentinien kommen die Herbstpfeifgans und Gelbbrust-Pfeifgans vor, wobei letztere auch in Subsahara-Afrika und Südasien beheimatet ist. Eine sehr weite Verbreitung hat auch die Witwenpfeifgans aus Südamerika und Subsahara-Afrika. In weiten Teilen Afrikas ist auch die Weißrücken-Pfeifgans heimisch. Die Zwergpfeifgans kommt aus Südasien, dem südlichen Ostasien und Inselindien. In Inselindien gibt es außerdem die Tüpfelpfeifgans und die Wanderpfeifgans. Die Wanderpfeifgans zählt außerdem zusammen mit der Sichelpfeifgans zur Fauna Australiens. Damit sind 3 Arten in der Australis verbreitet, 4 in der Orientalis, in der Afrotropis 3 und in der Neotropis 4. Mehrere Arten kommen dabei auf mehreren Kontinenten und in mehreren Faunenregionen gleichzeitig vor.
Sie bevorzugen wärmere Tieflandgebiete, in denen sie sich das ganze Jahr über aufhalten können, außerhalb der Tropen wird aber auch von Zugverhalten berichtet.

## Fortpflanzung
Pfeifgänse verpaaren sich lebenslang, allerdings wird auch von Dreiergemeinschaften (zwei Männchen und ein Weibchen oder umgekehrt) berichtet. Die Bindung zwischen den Partnern gilt als sehr eng und wird durch gegenseitige Gefiederpflege regelmäßig bestärkt.
Nach erfolgter Kopulation vollführen die Paare ein spezielles Ritual, bei dem die dem Partner zugewandten Flügelseiten periodisch angehoben werden.
Die Nester werden in hohem Schilf, Gras oder tarnendem Buschwerk am Boden, seltener auch auf Bäumen angelegt und manchmal mit Daunenfedern ausgekleidet. Letzteres geschieht seltener, wenn das Männchen mitbrütet, was sehr oft der Fall ist.
Das Weibchen legt zwischen zehn und fünfzehn weißliche Eier; legen mehrere Weibchen in dasselbe Nest, ein oft anzutreffendes Verhalten, können es sogar bis zu hundert werden. Nach etwa vier bis viereinhalb Wochen schlüpfen die Jungen, die nach ungefähr neun Wochen flugfähig sind.
Fast immer kümmern sich beide Partner um die gemeinsame Brut, die durch Zischlaute, lautes Pfeifen und auch aktiven Angriff aggressiv verteidigt wird.

## Gefährdung
Keine der Arten gilt derzeit in ihrer Gesamtheit als gefährdet, dies trifft allerdings nicht auf Unterarten oder lokale Populationen zu. Nachzuchten in Gefangenschaft sind meist unproblematisch.

## Systematik
Man unterscheidet bei den Pfeifgänsen neun Arten in zwei Gattungen:
- Pfeifgänse im engeren Sinne (Dendrocygna)
  - Tüpfelpfeifgans (Dendrocygna guttata)
  - Sichelpfeifgans (Dendrocygna eytoni)
  - Wanderpfeifgans (Dendrocygna arcuata)
  - Gelbbrust-Pfeifgans (Dendrocygna bicolor)
  - Kubapfeifgans (Dendrocygna arborea)
  - Zwergpfeifgans (Dendrocygna javanica)
  - Witwenpfeifgans (Dendrocygna viduata)
  - Herbstpfeifgans (Dendrocygna autumnalis)
- Weißrücken-Pfeifgänse (Thalassornis)
  - Weißrücken-Pfeifgans (Thalassornis leuconotus)

Die genauen Verwandtschaftsverhältnisse der Arten lassen sich dem folgenden Diagramm entnehmen:
|  | Tüpfelpfeifgans (D. guttata) |
|  |                              |
|  | Kubapfeifgans (D. arborea)   |
|  |                              |

|                         | Gelbbrust-Pfeifgans (D. bicolor)                                                              |
|                         |                                                                                               |
|                         | Sichelpfeifgans (D. eytoni)                                                                   |
|                         |                                                                                               |
| N.N.                    | \| \| Wanderpfeifgans (D. arcuata) \| \| \| \| \| \| Zwergpfeifgans (D. javanica) \| \| \| \| |
| Vorlage:Klade/Wartung/3 | \| \| Wanderpfeifgans (D. arcuata) \| \| \| \| \| \| Zwergpfeifgans (D. javanica) \| \| \| \| |
|                         | Wanderpfeifgans (D. arcuata)                                                                  |
|                         |                                                                                               |
|                         | Zwergpfeifgans (D. javanica)                                                                  |
|                         |                                                                                               |

|  | Wanderpfeifgans (D. arcuata) |
|  |                              |
|  | Zwergpfeifgans (D. javanica) |
|  |                              |

|  | Tüpfelpfeifgans (D. guttata) |
|  |                              |
|  | Kubapfeifgans (D. arborea)   |
|  |                              |

|                         | Gelbbrust-Pfeifgans (D. bicolor)                                                              |
|                         |                                                                                               |
|                         | Sichelpfeifgans (D. eytoni)                                                                   |
|                         |                                                                                               |
| N.N.                    | \| \| Wanderpfeifgans (D. arcuata) \| \| \| \| \| \| Zwergpfeifgans (D. javanica) \| \| \| \| |
| Vorlage:Klade/Wartung/3 | \| \| Wanderpfeifgans (D. arcuata) \| \| \| \| \| \| Zwergpfeifgans (D. javanica) \| \| \| \| |
|                         | Wanderpfeifgans (D. arcuata)                                                                  |
|                         |                                                                                               |
|                         | Zwergpfeifgans (D. javanica)                                                                  |
|                         |                                                                                               |

|  | Wanderpfeifgans (D. arcuata) |
|  |                              |
|  | Zwergpfeifgans (D. javanica) |
|  |                              |

|  | Witwenpfeifgans (D. viduata)    |
|  |                                 |
|  | Herbstpfeifgans (D. autumnalis) |
|  |                                 |

|  | Tüpfelpfeifgans (D. guttata) |
|  |                              |
|  | Kubapfeifgans (D. arborea)   |
|  |                              |

|                         | Gelbbrust-Pfeifgans (D. bicolor)                                                              |
|                         |                                                                                               |
|                         | Sichelpfeifgans (D. eytoni)                                                                   |
|                         |                                                                                               |
| N.N.                    | \| \| Wanderpfeifgans (D. arcuata) \| \| \| \| \| \| Zwergpfeifgans (D. javanica) \| \| \| \| |
| Vorlage:Klade/Wartung/3 | \| \| Wanderpfeifgans (D. arcuata) \| \| \| \| \| \| Zwergpfeifgans (D. javanica) \| \| \| \| |
|                         | Wanderpfeifgans (D. arcuata)                                                                  |
|                         |                                                                                               |
|                         | Zwergpfeifgans (D. javanica)                                                                  |
|                         |                                                                                               |

|  | Wanderpfeifgans (D. arcuata) |
|  |                              |
|  | Zwergpfeifgans (D. javanica) |
|  |                              |

|  | Tüpfelpfeifgans (D. guttata) |
|  |                              |
|  | Kubapfeifgans (D. arborea)   |
|  |                              |

|                         | Gelbbrust-Pfeifgans (D. bicolor)                                                              |
|                         |                                                                                               |
|                         | Sichelpfeifgans (D. eytoni)                                                                   |
|                         |                                                                                               |
| N.N.                    | \| \| Wanderpfeifgans (D. arcuata) \| \| \| \| \| \| Zwergpfeifgans (D. javanica) \| \| \| \| |
| Vorlage:Klade/Wartung/3 | \| \| Wanderpfeifgans (D. arcuata) \| \| \| \| \| \| Zwergpfeifgans (D. javanica) \| \| \| \| |
|                         | Wanderpfeifgans (D. arcuata)                                                                  |
|                         |                                                                                               |
|                         | Zwergpfeifgans (D. javanica)                                                                  |
|                         |                                                                                               |

|  | Wanderpfeifgans (D. arcuata) |
|  |                              |
|  | Zwergpfeifgans (D. javanica) |
|  |                              |

|  | Witwenpfeifgans (D. viduata)    |
|  |                                 |
|  | Herbstpfeifgans (D. autumnalis) |
|  |                                 |

|  | Tüpfelpfeifgans (D. guttata) |
|  |                              |
|  | Kubapfeifgans (D. arborea)   |
|  |                              |

|                         | Gelbbrust-Pfeifgans (D. bicolor)                                                              |
|                         |                                                                                               |
|                         | Sichelpfeifgans (D. eytoni)                                                                   |
|                         |                                                                                               |
| N.N.                    | \| \| Wanderpfeifgans (D. arcuata) \| \| \| \| \| \| Zwergpfeifgans (D. javanica) \| \| \| \| |
| Vorlage:Klade/Wartung/3 | \| \| Wanderpfeifgans (D. arcuata) \| \| \| \| \| \| Zwergpfeifgans (D. javanica) \| \| \| \| |
|                         | Wanderpfeifgans (D. arcuata)                                                                  |
|                         |                                                                                               |
|                         | Zwergpfeifgans (D. javanica)                                                                  |
|                         |                                                                                               |

|  | Wanderpfeifgans (D. arcuata) |
|  |                              |
|  | Zwergpfeifgans (D. javanica) |
|  |                              |

|  | Tüpfelpfeifgans (D. guttata) |
|  |                              |
|  | Kubapfeifgans (D. arborea)   |
|  |                              |

|                         | Gelbbrust-Pfeifgans (D. bicolor)                                                              |
|                         |                                                                                               |
|                         | Sichelpfeifgans (D. eytoni)                                                                   |
|                         |                                                                                               |
| N.N.                    | \| \| Wanderpfeifgans (D. arcuata) \| \| \| \| \| \| Zwergpfeifgans (D. javanica) \| \| \| \| |
| Vorlage:Klade/Wartung/3 | \| \| Wanderpfeifgans (D. arcuata) \| \| \| \| \| \| Zwergpfeifgans (D. javanica) \| \| \| \| |
|                         | Wanderpfeifgans (D. arcuata)                                                                  |
|                         |                                                                                               |
|                         | Zwergpfeifgans (D. javanica)                                                                  |
|                         |                                                                                               |

|  | Wanderpfeifgans (D. arcuata) |
|  |                              |
|  | Zwergpfeifgans (D. javanica) |
|  |                              |

|  | Witwenpfeifgans (D. viduata)    |
|  |                                 |
|  | Herbstpfeifgans (D. autumnalis) |
|  |                                 |

|  | Tüpfelpfeifgans (D. guttata) |
|  |                              |
|  | Kubapfeifgans (D. arborea)   |
|  |                              |

|                         | Gelbbrust-Pfeifgans (D. bicolor)                                                              |
|                         |                                                                                               |
|                         | Sichelpfeifgans (D. eytoni)                                                                   |
|                         |                                                                                               |
| N.N.                    | \| \| Wanderpfeifgans (D. arcuata) \| \| \| \| \| \| Zwergpfeifgans (D. javanica) \| \| \| \| |
| Vorlage:Klade/Wartung/3 | \| \| Wanderpfeifgans (D. arcuata) \| \| \| \| \| \| Zwergpfeifgans (D. javanica) \| \| \| \| |
|                         | Wanderpfeifgans (D. arcuata)                                                                  |
|                         |                                                                                               |
|                         | Zwergpfeifgans (D. javanica)                                                                  |
|                         |                                                                                               |

|  | Wanderpfeifgans (D. arcuata) |
|  |                              |
|  | Zwergpfeifgans (D. javanica) |
|  |                              |

|  | Tüpfelpfeifgans (D. guttata) |
|  |                              |
|  | Kubapfeifgans (D. arborea)   |
|  |                              |

|                         | Gelbbrust-Pfeifgans (D. bicolor)                                                              |
|                         |                                                                                               |
|                         | Sichelpfeifgans (D. eytoni)                                                                   |
|                         |                                                                                               |
| N.N.                    | \| \| Wanderpfeifgans (D. arcuata) \| \| \| \| \| \| Zwergpfeifgans (D. javanica) \| \| \| \| |
| Vorlage:Klade/Wartung/3 | \| \| Wanderpfeifgans (D. arcuata) \| \| \| \| \| \| Zwergpfeifgans (D. javanica) \| \| \| \| |
|                         | Wanderpfeifgans (D. arcuata)                                                                  |
|                         |                                                                                               |
|                         | Zwergpfeifgans (D. javanica)                                                                  |
|                         |                                                                                               |

|  | Wanderpfeifgans (D. arcuata) |
|  |                              |
|  | Zwergpfeifgans (D. javanica) |
|  |                              |

|  | Witwenpfeifgans (D. viduata)    |
|  |                                 |
|  | Herbstpfeifgans (D. autumnalis) |
|  |                                 |